# Гульельмо III (маркиз Монферратский)
Гульельмо III (итал. Guglielmo III degli Aleramici; ок. 980 — январь 1042) — маркиз Монферрато из рода Алерамичи. Сын Оттоне I.
Нумеруется третьим правителем Монферратского маркграфства с именем Гульельмо, так как первыми двумя считаются отец основателя династии Алерамо, и его сын, умерший при жизни отца.
В отличие от предшественников, Гульельмо III по отношению к императорам Священной Римской империи проводил политику независимую, иногда даже враждебную.
Жена — Ваза, происхождение не выяснено. Дети:
- Оттоне II, маркиз Монферрато
- Энрико (ум. 14 марта 1044/45), маркиз Монферрато
- Джулитта,
- Бургундо.